# Dalmally
Dalmally, schottisch-gälisch Dail Mhàilidh, ist eine kleine Ortschaft in der schottischen Council Area Argyll and Bute. Sie liegt im Nordosten der dünnbesiedelten Region etwa 31 Kilometer östlich von Oban und 48 Kilometer südlich von Fort William am Ufer des Orchy. Etwa zwei Kilometer westlich mündet der Orchy in den Loch Awe. Im Jahre 1991 wurden in Dalmally 400 Einwohner gezählt.

## Verkehr
Die Ortschaft ist direkt an der A85 gelegen, die Oban mit Perth verbindet. Bereits im 18. Jahrhundert wurde dort mit der Dalmally Bridge eine Querung des Orchy geschaffen. Die Brücke ist heute in den schottischen Denkmallisten in die Kategorie B einsortiert. Seit dem 19. Jahrhundert verfügt Dalmally über einen eigenen Bahnhof. Dieser wird heute von der West Highland Line zwischen Glasgow und Oban bedient.

## Sehenswürdigkeiten
In der Umgebung von Dalmally befinden sich zwei Denkmäler aus der höchsten schottischen Denkmalkategorie A. Die Glenorchy Parish Church liegt direkt innerhalb der Ortschaft auf einer kleinen Insel im Orchy. Am Standort des im Jahre 1811 fertiggestellten neogotischen Kirchenbaus befand sich spätestens seit dem 14. Jahrhundert eine Kirche. Die westlich am Kopf von Loch Awe gelegene Ruine von Kilchurn Castle war einst eine Burg des Clans Campbell. Sie wurde nach einem Blitzeinschlag im Jahre 1760 aufgegeben. Südwestlich des Ortes liegt an der alten Militärstraße nach Inveraray das Dùn Athaich Monument, das an den aus Glenorchy stammenden schottisch-gälischen Dichter und Barden Duncan Ban MacIntyre (1724–1812) erinnert.